# Kip Pardue
 (avril 2016).
Si vous disposez d'ouvrages ou d'articles de référence ou si vous connaissez des sites web de qualité traitant du thème abordé ici, merci de compléter l'article en donnant les références utiles à sa vérifiabilité et en les liant à la section « Notes et références ».
Kevin Ian Pardue, né le 23 septembre 1975 connu sous le nom de Kip Pardue, est un acteur et  mannequin américain.

## Biographie
Il est né à Atlanta, en Géorgie. En 1994, il est diplômé de la "Dunwoody High School". Il est alors recruté par la très réputée université Yale pour ses talents de footballeur et en 1998, il en ressort diplômé en économie.
Très vite, il entame une carrière comme mannequin, pour ensuite devenir acteur. 
Kip Pardue est surtout connu pour son rôle dans Le Plus Beau des combats au côté de Denzel Washington ou alors dans Driven avec Sylvester Stalone.

## Filmographie
- 1999 : But I'm a Cheerleader : Clayton Dunn
- 2000 : Le Plus Beau des combats : Ronnie 'Sunshine' Bass
- 2000 : Whatever It Takes : Harris
- 2001 : Driven : Jimmy Bly
- 2001 : Strange Hearts : Henry
- 2002 : Vacuums
- 2002 : Les Lois de l'attraction : Victor Johnson
- 2003 : Thirteen : Luke
- 2003 : Lune de miel en enfer : Mitch
- 2003 : This Girl's Life : Kip
- 2004 : Imaginary Heroes : Matt Travis
- 2004 : Le Livre de Jérémie : Luther
- 2004 : Les Remords d'une mère (The Iris Effect) : Paul Bergamo
- 2005 : Loggerheads : Mark Austin
- 2005 : Undiscovered : Euan Falcon
- 2006 : Black Plum (court-métrage) : Dad
- 2006 : Farewell Bender : Mitch
- 2006 : Laura Smiles : Chris
- 2006-2007 : Urgences (série télévisée) : Ben Parker
- 2006 : Dr House (série télévisée) : saison 2, épisode 22 À la vie, à la mort : Brent Mason
- 2007 : Remarkable Power : Preston
- 2007 : The Trouble With Romance : Jack
- 2007 : Ripple Effect : Tyler
- 2007 : Le Sorcier macabre : Edmund Bigelow
- 2007 : South of Pico : Robert
- 2008 : Princess : William Humphrey
- 2008 : Stag Night : Mike
- 2008 :  Princesse Ithaca
- 2011 : Hostel, chapitre III : Carter McMullen
- 2013 : Phantom de Todd Robinson : Yanis
- 2013 : Voleuse d'enfant (The Nightmare Nanny) (TV) : Ben
- 2016 : Outcast : Mark Holter (uniquement dans le pilote. Remplacé ensuite par David Denman)
- 2017 : New York, unité spéciale (saison 18, épisode 19) : le révérend Gary Langham
- 2017 : Imposters : Kurt Radcliffe
- 2017 : Runaways : Frank Dean
- 2018 : Once Upon a Time : Chad